# Le Loup d'Agubbio
Le Loup d'Agubbio est une peinture de 1877 de Luc-Olivier Merson, exposée au salon des artistes français de Paris de 1878. Le tableau est acquis par le musée des Beaux-Arts de Lille en 1881. Il s’agit d’une peinture à l’huile sur toile de 88 cm de haut sur 133 cm de large. Elle représente une scène inspirée par la légende de Saint François d'Assise et du loup de Gubbio en Italie. Merson a dédié le tableau à son ancien élève, collaborateur et ami Adolphe Giraldon.

## Description
Un loup portant un collier d’amulettes et un fin nimbe est nourri de la main même d’un boucher au cœur d’une ville enneigée. Une fillette caresse la bête sous les yeux confiants de sa mère tandis qu'à proximité, un chien ronge tranquillement son os. Deux voyageurs s'émeuvent de la présence du loup mais des villageoises les rassurent en souriant. 
De nombreux animaux et personnes composent le tableau, en plus du loup, il y a cinq pigeons, une pie, un âne, un cheval, un chien, un chat et 14 personnes.
La signature est en bas à droite Lvc-Olivier-Merson-1877.

## Légende
La légende veut qu’un loup terrorisait les habitants du village de Gubbio car il s’attaquait aussi bien au bétail qu’aux humains. François d’Assise s'en alla trouver l’animal et le calma d’un signe de croix avant de conclure un pacte avec lui. Les habitants de la ville s’engageaient à le nourrir si de son côté il promettait de ne pas leur faire de mal. Ce miracle dura deux ans jusqu'à ce que le loup meure de vieillesse.

## Analyse
Le tableau témoigne du renouveau de l'iconographie franciscaine à la fin du XIXe siècle, où le naturalisme et le réalisme analytique de la description sont utilisés pour rendre plus sensible le merveilleux de l'histoire représentée.

## Galerie

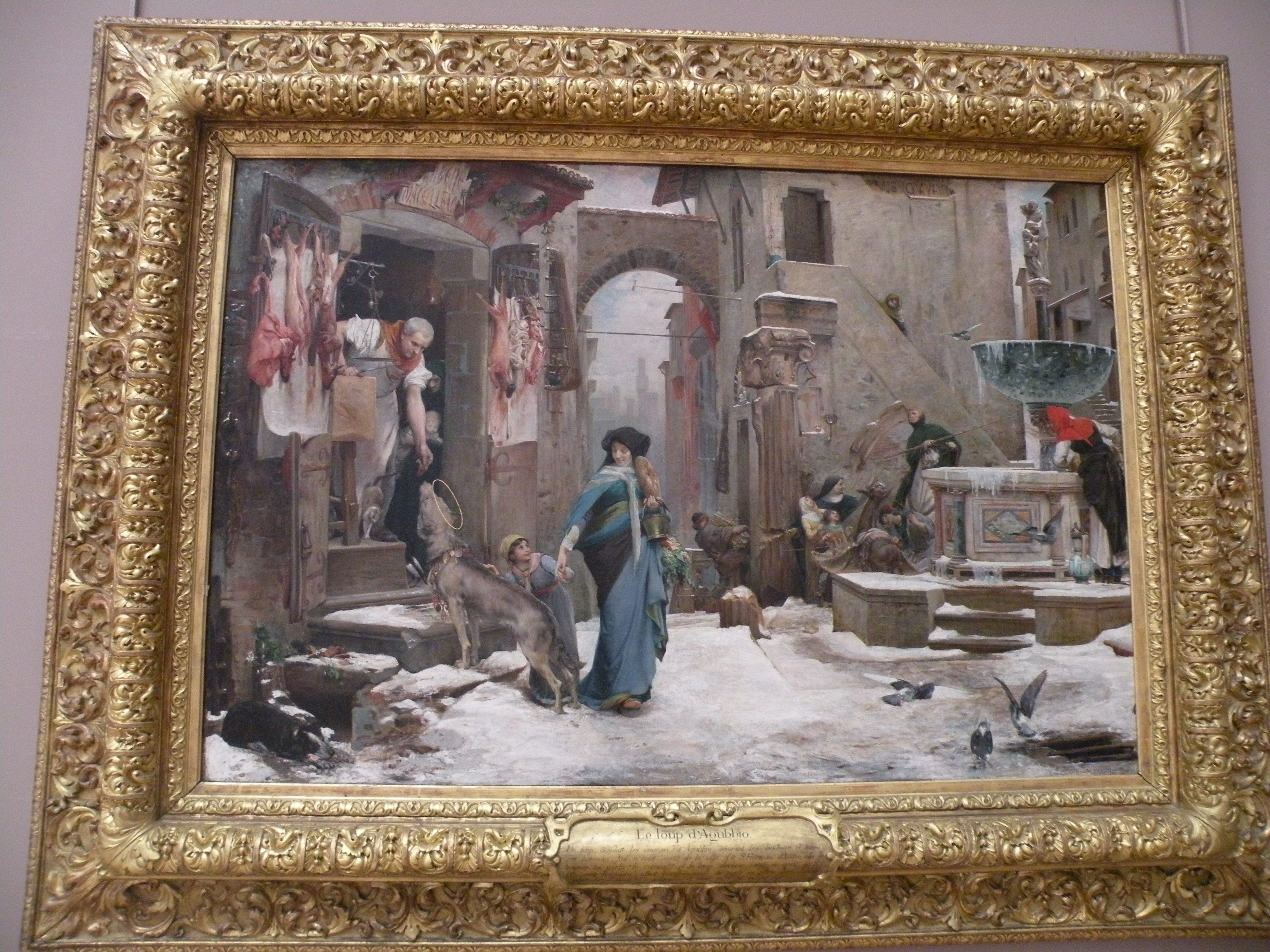
Tableau avec son cadre
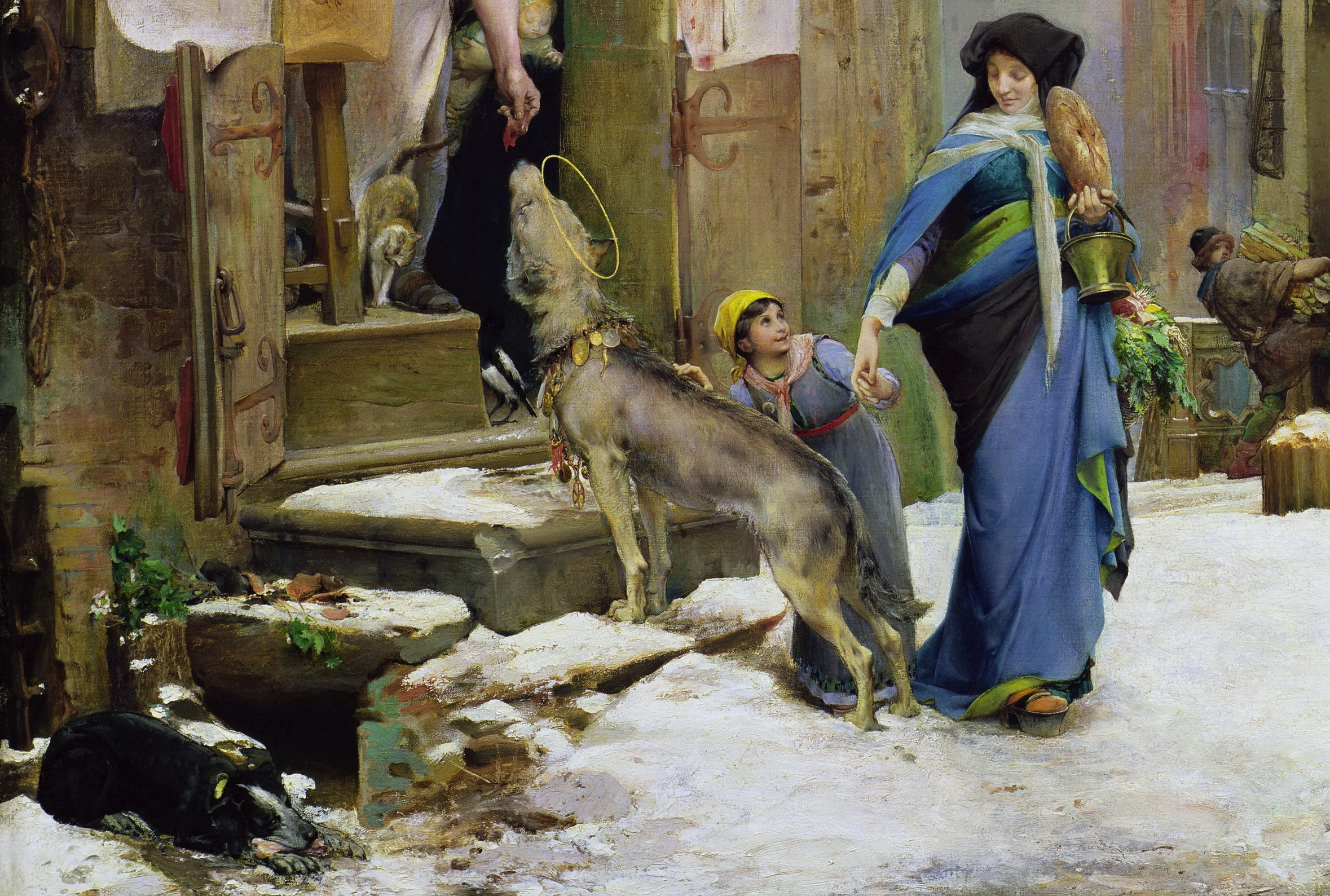
Détail du loup